# Мордовская республиканская детская библиотека
Мордо́вская республика́нская де́тская библиоте́ка (Полное официальное название: Государственное учреждение культуры «Мордовская республиканская детская библиотека») — библиотека в городе Саранске Республики Мордовия.
Открыта в 1960 году. В библиотеке 15 отделов, в том числе абонементы учащихся младших и старших классов, отделы национальной и краеведческой литературы, литературы на иностранных языках, информационно-библиографический, периодических изданий и другие.
Сотрудниками библиотеки организуются книжные выставки, праздники книг, сказок, музыкальные и литературные вечера, краеведческие чтения. Библиотека оказывает методическую и практическую помощь детским, сельским и школьным библиотекам республики, проводит для их работников семинары, тренинги, курсы, практикумы, школы профессионального мастерства.
Здание, в котором расположена библиотека, построено в 1939 году. Вначале в нём располагалась библиотека имени Пушкина, а в 1970 году оно было передано Мордовской республиканской детской библиотеке.